# ريتا ويندبريك
ريتا ويندبريك (مولودة في 28 يوليو 1945) هي رياضية ألمانية صماء ولاعبة سباقات المضمار والميدان سابقة. وقد لعبت لكل من ألمانيا الغربية وألمانيا في ديفلمبياد أو ما تسمى سابقًا بلألعاب العالمية للصم.
نافست ريتا على سبع بطولات في ديفلمبياد من عام 1965 حتى عام 1993.
وتُعد ريتا ويندبريك إحدى أعظم لاعبي ديفلمبياد مع سجل من 24 ميدالية بما فيها 14 ميدالية ذهبية.
في عام 1984، فازت بمسابقة المضمار لمسافة 1500 متر ما بين ألمانيا وأمريكا.
ولديها سجل من عدة ألقاب عالمية في مجال رياضة ألعاب القوى بما فيها بطولة جري 800 متر النسائية، كما لديها عدة ميداليات في بطولات ديفلمبياد في مسابقة الجري لمسافة 800 و1000 و1500 متر والعديد من مسابقات ألعاب القوى للجري.